# Bitová chybovost
Bitová chybovost neboli Bit Error Rate (BER) vyjadřuje četnost chyb v telekomunikacích a je definována poměrem chybně přijatých bitů bE ku celkovému počtu přijatých bitů za určitou dobu měření.
{\displaystyle BER={\frac {bE}{v_{p}\cdot t}}} [ ─; bit; bit/s; s ], kde {\displaystyle v_{p}} je přenosová rychlost a {\displaystyle t} je celková doba měření.
Chybovost je tedy vyjádřena četností chyb. Je dána poměrem chybně přenesených elementů digitálního signálu k celkovému počtu přenesených elementů. Obecně se v praxi zjišťují tyto druhy chybovosti:
- chybovost bitová (symbolová)
- chybovost znaková
- chybovost bloková